# Nanna Conti
Nanna Laura Helene Conti, geborene Nanna Pauli (* 24. April 1881 in Uelzen; † 30. Dezember 1951 in Bielefeld) war eine deutsche Hebamme und Leiterin der Reichshebammenschaft in der Zeit des Nationalsozialismus. Sie hatte an dieser Stelle entscheidenden Einfluss auf die berufspolitische, gesetzliche und ethische Positionierung des Hebammenwesens in den Jahren von 1933 bis 1945.

## Jugend und Ausbildung
Nanna Conti wurde am 24. April 1881 als zweites Kind des Gymnasiallehrers und Altertumswissenschaftlers Carl Eugen Pauli und seiner Frau Anna Isecke in Uelzen geboren. Sie wurde in einem bildungsbürgerlichen Milieu erzogen und besuchte wahrscheinlich in Leipzig die Schule. Sie assistierte eigenen Angaben zufolge als Jugendliche ihrem Vater bei der Sicherung etruskischer Inschriften. Die Familie verlegte den Wohnsitz nach Lugano. Dort lernte sie ihren Ehemann, den Tessiner Posthalter Silvio Conti, kennen. Das Paar bekam drei Kinder, darunter die Söhne Silvio Conti (1899–1938) – später Landrat von Prenzlau – und Leonardo (1900–1945) – später Reichsgesundheitsführer während der Zeit des Nationalsozialismus. Die 21-jährige Nanna Conti ließ sich bereits nach vier Ehejahren scheiden und kehrte nach Deutschland zurück. Sie erhielt für sich und ihre Kinder die preußische Staatsangehörigkeit zurück, die sie mit der Heirat aufgegeben hatte. Sie absolvierte eine Ausbildung zur Hebamme an der Provinzial-Hebammenlehranstalt Magdeburg und arbeitete als freiberufliche Hebamme in Berlin.

## Politische Haltung
Nanna Conti stand politisch dem rechten Parteienspektrum nahe, ihre Grundhaltung war antiliberal, antisemitisch, antirepublikanisch und von völkischem Nationalismus geprägt. Sie gehörte nach Gründung der Partei im November 1918 der Deutschnationalen Volkspartei an. Nach Abspaltung der Deutsch-Völkischen Freiheitspartei im Jahre 1922 trat sie dieser Gruppierung bei. Ebenfalls in diesem Zeitraum unterstützte sie die völkische Bewegung. Nach eigenen Angaben gehörte Conti ab 1928 der NSDAP an, de facto trat sie aber der Partei erst zum 1. September 1930 bei (Mitgliedsnummer 297.074).
Sie war berufspolitisch im Hebammenverein Berlin-Charlottenburg aktiv, der dem Allgemeinen Deutschen Hebammen-Verband (ADHV) angeschlossen war, und wirkte dort in Fragen der Berufspolitik und der Organisation des Verbandes mit. Im August wurde sie Schriftführerin des Neupreußischen Hebammenverbandes, der aus dem Berliner Verband hervorgegangen war und organisatorisch noch dem ADHV unterstand. Conti engagierte sich zudem in der International Midwives’ Association, der heutigen International Confederation of Midwives, und war von 1936 bis 1938 deren Präsidentin.

## Reichshebammenführerin
Nach der Machtergreifung durch die Nationalsozialisten wurden die Hebammen in die Reichsarbeitsgemeinschaft der Berufe im sozialen und ärztlichen Dienst eingegliedert und die Verbände als Reichsfachschaft Deutscher Hebammen neu formiert. Conti wurde die Leitung der Fachschaft übertragen. 1934 wurden die an Krankenhäusern und Kliniken angestellten Hebammen als „Anstaltshebammen“ zusammengeschlossen und unter der Leitung von Lisa Luyken der Reichsfachschaft angegliedert. Damit gewann Conti entscheidenden Einfluss auf die zwischen den angestellten und freien Hebammen während der 1920er Jahre aus der Konkurrenz zwischen Klinik- und Hausgeburt entstandenen Konflikte und die nationalsozialistische geförderte Haltung und Bevorzugung der Hausgeburt. Zugleich wurde die Qualifikation der Anstaltshebammen durch das Verbot der Doppelqualifizierung als Hebamme und Krankenschwester gesenkt. Sie hatte durch die Neugliederung nun auch die angestellten Hebammen unter die Kontrolle der NSDAP gebracht und konnte die Propagierung der Hausgeburt weiter vorantreiben.
Conti wirkte, nicht zuletzt dank der Einflussnahme und unter Mitarbeit ihres Sohnes, Leonard Conti, des Reichsgesundheitsführers, aktiv an der Novellierung des Hebammengesetzes mit. Das „Reichshebammengesetz“ trat am 1. September 1939 in Kraft. Nach dem Gesetz wurde die bisherige Reichsfachschaft in die Reichshebammenschaft umgewandelt, die Zwangsmitgliedschaft aller Hebammen zur Reichshebammenschaft eingeführt, ohne die eine Berufsausübung untersagt wurde. Zugleich wurde die Hinzuziehung einer Hebamme bei jeder Geburt verpflichtend, auch bei Anwesenheit eines Arztes – eine Eigenheit des deutschen Gesetzes, die bis heute Bestand hat. Über die ebenfalls im Gesetz geregelte Verpflichtung, als Hebamme einmal monatlich eine Fachzeitschrift lesen zu müssen, gewann das Regime weitere Einflussmöglichkeiten auf die berufspolitische und die ethische Position der Hebammen. Mit der Zusammenfassung der deutschen und österreichischen Fachzeitungen zu Die deutsche Hebamme und der Einsetzung Contis als Schriftleiterin wurde nationalsozialistische Propaganda in das Hebammenwesen getragen. Hebammen wurden als ein wichtiger Zugang zu den Familien betrachtet, sie wurden über neue Ausbildungsvorschriften, Fortbildungen und die Fachzeitschrift geschult, nach den rassenhygienischen Vorstellungen der Machthaber „rassegesunde“ und „erbkranke“ Säuglinge zu unterscheiden und „rassegesunde“, arische Familien von einer Steigerung der Geburtenrate zu überzeugen.
Als Luyken Anfang 1940 die Leitung der Anstaltshebammen aufgab, wurde im Mai Margarete Lungershausen ihre Nachfolgerin. Gemeinsam mit Conti plante sie, analog zur Werner-Schule vom Deutschen Roten Kreuz für Führungskräfte in der Krankenpflege, die Errichtung einer Fortbildungsstätte für Hebammen. Die Reichsschule der Hebammenschaft nahm unter Lungershausens Leitung am 3. Januar 1941 in Berlin den Betrieb auf. Lungershausen propagierte den Ausbau der Gruppe der Anstaltshebammen, um genug einschlägig geschulte Hebammen für den Einsatz in den neueroberten Gebieten Großdeutschlands zur Verfügung zu haben. Sie wurde dabei sowohl von Conti wie auch ihrem Sohn unterstützt.
Conti erhielt am 24. Dezember 1939 das Ehrenzeichen für deutsche Volkspflege und im Frühjahr 1941 dessen 2. Stufe.

## Nach 1945
Beim Zusammenbruch des nationalsozialistischen Regimes war Conti 64 Jahre alt. Sie flüchtete am 21. April 1945 nach Stocksee in Schleswig-Holstein. Sie entging der Strafverfolgung, mutmaßlich, weil sich der englische Beamte, der sie verhaften sollte, nicht vorstellen konnte, dass eine Hebamme sich an nationalsozialistischen Verbrechen beteiligt haben könnte. Conti verstarb sechs Jahre später am 30. Dezember 1951 nach langer Krankheit. Ihre Mitarbeiterin Margarethe Lungershausen wurde 1953 Präsidentin des Agnes-Karll-Verbandes.